# الدوري المصري الممتاز 1988–89
الموسم الثالث والثلاثون من الدوري المصري الممتاز لكرة القدم، انتهى بتتويج الأهلي بلقبه الثاني والعشرين.

## الأندية المشاركة
| - الأهلي - الزمالك (حامل اللقب) - الإسماعيلي - الاتحاد السكندري - الأوليمبي - المريخ | - المصري - منتخب السويس (صاعد) - المقاولون العرب - غزل المحلة - المنيا (صاعد) - الترسانة |

## الترتيب
| الترتيب | النادي           | ل  | ف  | ت | خ  | له | عليه | ±   | ن  | تأهل/هبوط                                  |
| ------- | ---------------- | -- | -- | - | -- | -- | ---- | --- | -- | ------------------------------------------ |
| 1       | الأهلي (ب)       | 22 | 17 | 3 | 2  | 35 | 9    | 26  | 54 | تأهل إلى كأس أفريقيا للأندية أبطال الدوريذ |
| 2       | الزمالك          | 22 | 15 | 4 | 3  | 42 | 18   | 24  | 49 |                                            |
| 3       | غزل المحلة       | 22 | 10 | 8 | 4  | 29 | 20   | 9   | 38 |                                            |
| 4       | الإسماعيلي       | 22 | 9  | 7 | 6  | 37 | 32   | 5   | 34 |                                            |
| 5       | الترسانة         | 22 | 10 | 2 | 10 | 25 | 25   | 0   | 32 |                                            |
| 6       | المصري           | 22 | 6  | 8 | 8  | 15 | 17   | -2  | 26 |                                            |
| 7       | الاتحاد السكندري | 22 | 6  | 7 | 9  | 17 | 20   | -3  | 25 |                                            |
| 8       | المقاولون        | 22 | 5  | 9 | 8  | 15 | 22   | -7  | 24 |                                            |
| 9       | منتخب السويس     | 22 | 5  | 9 | 8  | 11 | 21   | -10 | 24 |                                            |
| 10      | الأوليمبي        | 22 | 5  | 8 | 9  | 22 | 26   | -4  | 23 |                                            |
| 11      | المنيا           | 22 | 5  | 8 | 9  | 21 | 26   | -5  | 23 |                                            |
| 12      | المريخ           | 22 | 0  | 5 | 17 | 9  | 42   | -33 | 5  |                                            |

 (ب)= البطل، (هـ)= هبط، ل= لعب; ف = فوز; ت = تعادل; خ = خسارة; له = أهداف لصالحه; عليه = عليه من الأهداف; ± = فارق الأهداف; ن= نقاط
- ألغي الهبوط في هذا الموسم لزيادة عدد الفرق في الموسم التالي لـ14 فريقًا.

المصدر: 

## الهدافون
| الترتيب | اللاعب        | الجنسية | النادي     | الأهداف |
| ------- | ------------- | ------- | ---------- | ------- |
| 1       | محمود المشاقي | مصر     | غزل المحلة | 11      |

المصدر: 

## روابط خارجية
- صفحة الموسم على RSSSF
- صفحة الموسم على شبكة كرة القدم المصرية

| بطل الدوري المصري الممتاز 1988–89                                                |
| -------------------------------------------------------------------------------- |
| [[ملف:\|45x32px\|border \|alt=\|link=]] نادي الأهلي (مصر) للمرة الثانية والعشرين |

| سبقه 1987–88 | الدوري المصري الممتاز 1988–89 | تبعه 1990–91 |